# Fjällig bläcksvamp
Fjällig bläcksvamp (Coprinus comatus) är en ätlig svamp som växer på hedar, vägrenar, komposter och gräsmattor i Europa och Nordamerika, ofta i grupper och kan förekomma rikligt på ett och samma ställe.
Den växer väldigt snabbt och bör plockas innan den börjat svartna. I Sverige sträcker sig säsongen normalt över september–oktober månad. 
Fjällig bläcksvamp kan förväxlas med grå bläcksvamp (Coprinus atramentarius), som innehåller toxinet coprin. Grå bläcksvamp saknar emellertid de för fjällig bläcksvamp så karaktäristiska fjällen.
Mykologer upptäckte 2004 att fjällig bläcksvamp är en köttätande svamp som fångar och dödar nematoderna Panagrellus redivivus och Meloidogyne arenaria. Huruvida svampen har ytterligare försvarsmekanismer är okänt, men den hinner mycket sällan bli angripen av larver, vilket är en fördel då den används som matsvamp.

## Tillredning
Fjällig bläcksvamp lämpar sig utmärkt för stuvning och fritering. Fjällen, inklusive den bruna toppen samt svampens ring, skrapas lämpligen försiktigt av med en kniv före tillredning eftersom de oftast är jordiga. Alla svartnade delar måste också avlägsnas. Svampen avger ovanligt mycket vatten under stekning så det åtgår ganska stora mängder för att få ihop till en svampsmörgås.

## Bildgalleri
Svampens utveckling går snabbt ...

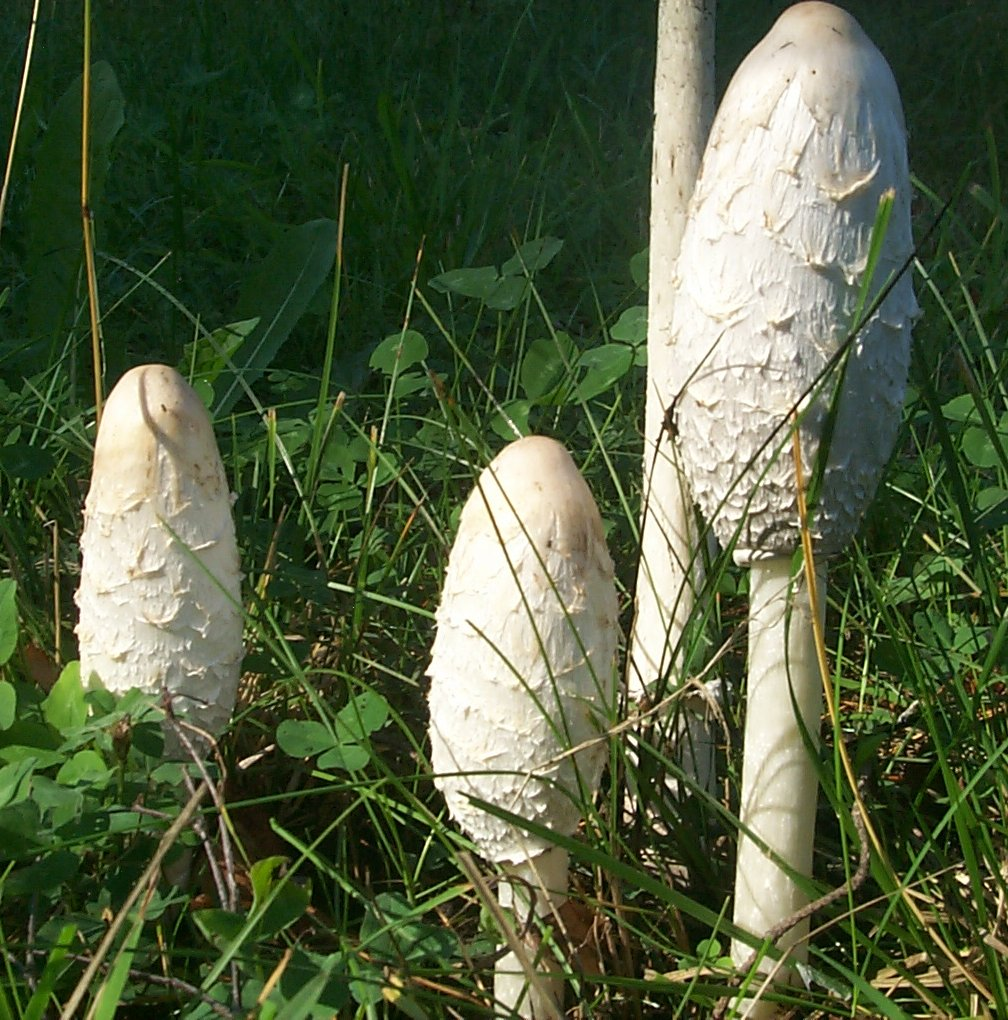
Fjällig bläcksvamp är god matsvamp innan den blivit för gammal
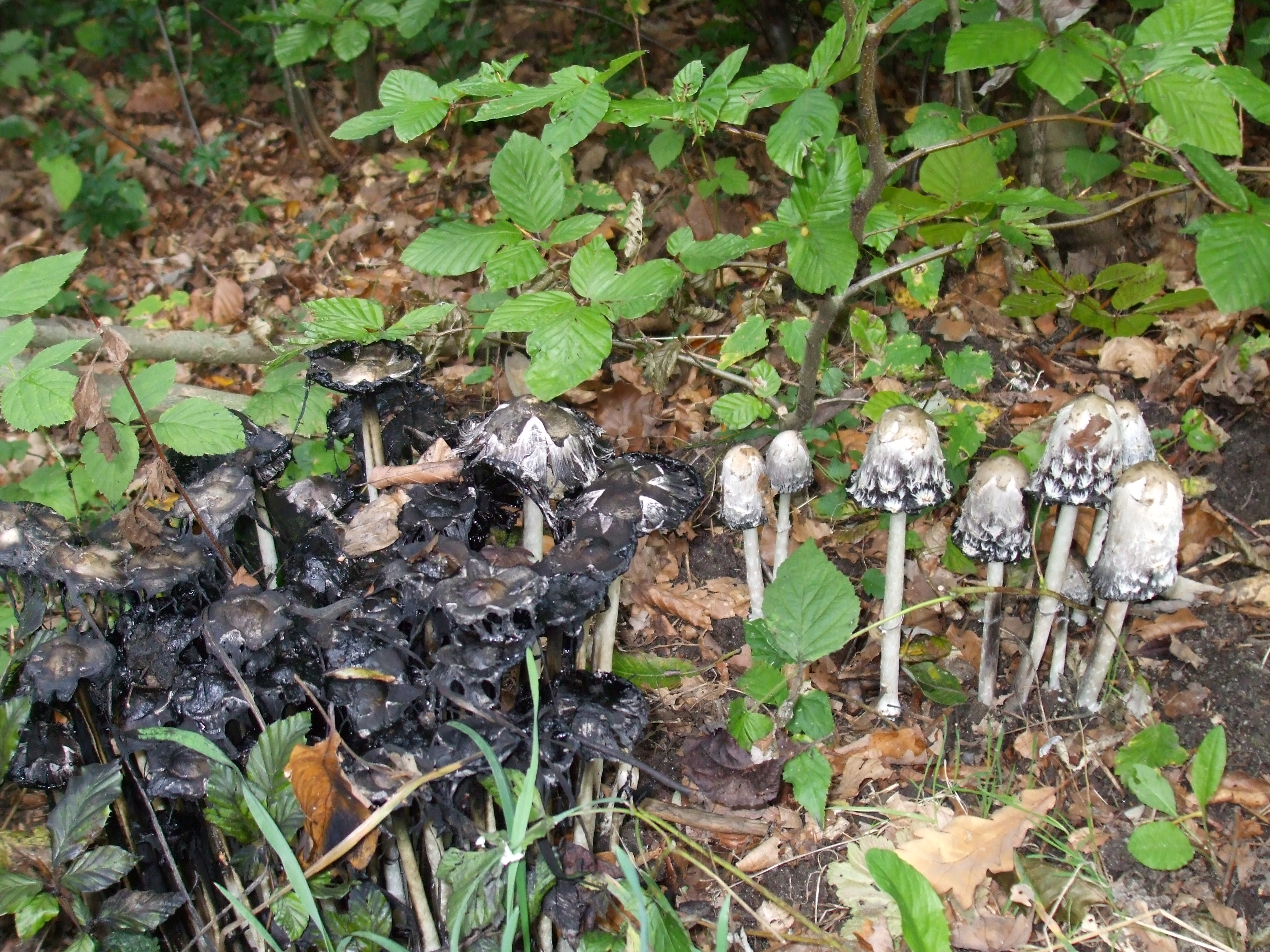
Bara någon dag efter att den vuxit färdigt börjar fruktkroppen lösas upp till en bläckliknande massa, och är då inte längre tjänlig som människoföda.